# Jyrki Linnankivi
Jyrki Pekka Emil Linnankivi (Jyrki 69), (15 de octubre de 1968, Helsinki, Finlandia) es el vocalista líder de la banda finlandesa de rock gótico The 69 Eyes, es el responsable de casi todas las letras de las canciones del grupo. En los primeros años del grupo su sonido estuvo más orientado hacía el  sleaze rock, pero a partir de su álbum Blessed Be fue experimentando una evolución hacía el rock gótico, el cual es ahora la seña del grupo. En 2010, la banda fue galardonada con el Premio de la Música Industria finlandés “EMMA” por su contribución a la exportación de la música finlandesa. Sus cifras de ventas internacionales totales suman más de un millón de discos. Es un maestro calificado en Bellas Artes, con una maestría en química analítica. Fue nombrado en los años 2005 y 2006 como  embajador de buena voluntad de la UNICEF  para ayudar contra el tráfico y la explotación sexual de niños en África oriental y el VIH-SIDA en Kenia, de hecho en enero del 2013 visitó Nicaragua. Es miembro de la Asociación Ornitológica de Helsinki. Dibuja y lee  cómics, fue especializado en Marvel comics, publicando así el suyo en 2006, Zombie love, el cual tuvo una tirada de 1000 ejemplares y todas las copias fueron enumeradas por el propio cantante. Fue galardonado como una de las Personas Jóvenes Sobresalientes del Mundo (TOYP) en Seúl, Corea del Sur en noviembre de 2006. Es conocido por ser amigo de Bam Margera, quién dirigió el video de Lost Boys entre otros y Ville Valo, vocalista de HIM.
El  rango vocal de Jyrki es barítono, ha sido fuertemente influenciado por Andrew Eldritch, Peter Murphy, Elvis Presley, Jim Morrison y Glenn Danzig.

## Discografía

### Álbumes de estudio
- Bump'n'Grind (1992)
- Savage Garden (1994)
- Wrap Your Troubles in Dreams (1997)
- Wasting the Dawn (1999)
- Blessed Be (2001)
- Paris Kills (2002)
- Devils (2004)
- Angels (2007)
- Back In Blood (2009)
- X (2012)

### Otros
- Motor City Resurrection (recopilación de maquetas y demos) (1995) (reeditado en 2005)
- Framed in Blood - The Very Blessed of the 69 Eyes (recopilatorio) (2003)
- Hollywood Kills (disco en vivo) (2008)
- Egoreactor (álbum de Spiha) (2003)